# موئت اند شاندون

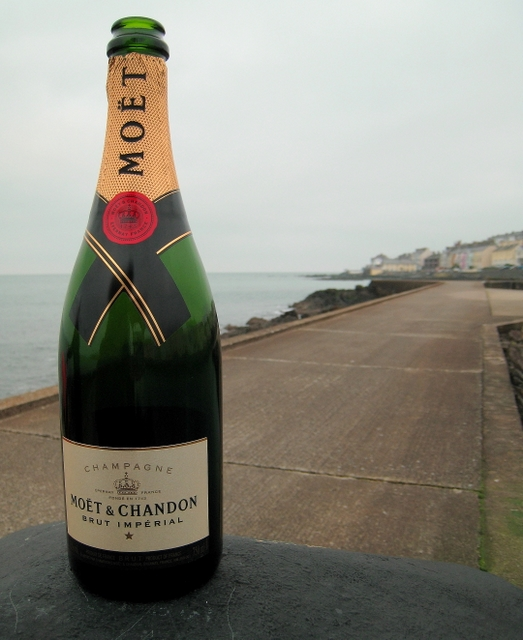
یک بطری شامپاین موئت اند شاندون

موئت اند شاندون (به فرانسوی: Moët & Chandon) شرکت فرانسوی تولیدکننده مشروبات الکلی است، که در زمینه تولید و عرضه شامپاین فعالیت می‌کند و یکی از بزرگترین تولیدکنندگان شامپاین در جهان می‌باشد.
شرکت موئت اند شاندون در سال ۱۷۴۳ توسط کلود موئت تأسیس شد. دفتر مرکزی این شرکت، در شهر اپرنه، فرانسه قرار دارد. مالکیت این شرکت در اختیار گروه فرانسوی ال و ام هاش است.
امروزه، شرکت موئت اند شاندون مالک ۱٬۱۹۰ هکتار از تاکستانها بوده و سالانه در حدود ۲۸ میلیون بطری شامپاین تولید می‌کند.